# Whitney Cummings
Whitney Cummings (Georgetown, D.C., 4 de setembro de 1982) é uma atriz, comediante e roteirista norte-americana.
Cummings já se apresentou no The Tonight Show with Conan O'Brien, Down and Dirty with Jim Norton da HBO, Last Call with Carson Daly da NBC, Comics Unleashed e  NESN Comedy All-Stars. Também fez parte do elenco de Punk'd, além de várias aparições no programa Chelsea Lately do E!. Participou de vários outros programas e até filmes, além de apresentar-se como comediante de Stand-up Comedy.
Em 2011, dois seriados de televisão criados por Whitney estão sendo produzidos pela NBC e CBS: Whitney (série de televisão) (como atriz, co-criadora e produtora executiva) e 2 Broke Girls (co-criadora e produtora executiva).